# Néstor Luján
Néstor Luján, eigentlich Néstor Luján y Fernández, (* 1. März 1922 in Mataró, Provinz Barcelona; † 22. Dezember 1995 in Barcelona) war ein spanischer Gastronom, Journalist und Schriftsteller.

## Leben
Luján studierte an der Universität Barcelona Philosophie und Sprachen und bekam 1943 eine Anstellung als Journalist bei der Zeitschrift Destino. Zwischen 1958 und 1972 fungierte er dort als verantwortlicher Chefredakteur. In gleicher Position wechselte Luján 1972 in die Redaktion der Zeitschrift Historia y vida und blieb dort bis 1992.
Neben seinen journalistischen Arbeiten schuf Luján mit den Jahren auch ein eigenständiges Werk, wobei sich der Bogen von Biographien und historischen Abhandlungen bis hin zu Romanen spannt.
Luján starb am 22. Dezember 1995 in Barcelona an Komplikationen nach einer Operation eines Kehlkopfkrebses.

## Ehrungen
- 1974 Premio Nacional de Gastronomía
- 1987 Premio Internacional Plaza y Janés für seinen Roman Die sieben Tode des Grafen Villamediana.

## Werke (Auswahl)
Sachbücher
- Diccionario Luján de gastronomía catalana. Barcelona 1990.
- Historia de la gastronomía. Plaza & Janés, Barcelona 1988, ISBN 84-01-60758-2.
- Historia del Torero. Barcelona 1954.
- El libro de la cocina española. Gastronomía e historia. Tusquets, Barcelona 2003, ISBN 84-8310-877-1 (zusammen mit Joan Perucho).
- Margot. La reina de los corazones. Planeta, Barcelona 1994, ISBN 84-08-01085-9 (Mujeres apasionadas; 19).
- Spanien. Eine kulinarische Reise durch die Regionen. Mosaik-Verlag, München 1991, ISBN 3-576-07059-1.
- Viajes por las cocinas del mundo. Barcelona 1983.
- Y Mussolini creó el fascismo. Plaza & Janés, Barcelona 1975.

Belletristik
- Los espejos paralelos. Planeta, Barcelona 1991, ISBN 84-320-7037-8.
- Por ver mi estrella María. Plaza & Janés, Barcelona 1988, ISBN 84-01-38127-4.
- La puerta del oro. Plaza & Janés, Barcelona 1990, ISBN 84-01-38182-7.
- Die sieben Tode des Grafen Villamediana. Roman („Decidnos, ¿quién mató al conde?“). Goldmann, München 1989, ISBN 3-442-09419-4.